# Цунода, Рётаро
Рётаро Цунода (яп. 角田 涼太朗; род. 27 июня 1999, Сайтама) — японский футболист, защитник клуба «Кардифф Сити». Выступает на правах аренды в клубе «Кортрейк».

## Карьера

### «Иокогама Ф. Маринос»

#### Начало карьеры
Начинал заниматься футболом в академии «Китаурава», к которой присоединился в 2006 году. В 2012 году футболист перебрался в структуру японского клуба «Урава Ред Даймондс», где продолжил выступать на юношеском уровне. Затем футболист продолжал свою юношескую и молодёжную карьеры в командах старшей школы «Маэбаси Икуэй» и Университета Цукубы. В октябре 2020 года футболист присоединился к японскому клубу «Иокогама Ф. Маринос». Дебютировал за клуб футболист 10 октября 2020 года в матче против клуба «Оита Тринита», выйдя на замену на 83 минуте. Затем футболист продолжал обучение в Университете Цукубы, за чью команду выступал в Кубке Императора. В июле 2021 года футболист подписал с клубом своей первый профессиональный контракт.

#### Сезон 2022
В начале 2022 года футболист стал полноценно готовиться к сезону с основной командой «Иокогама Ф. Маринос». Первый матч за клуб футболист сыграл 6 марта 2022 года против клуба «Симидзу С-Палс», выйдя на поле в стартовом составе. В апреле 2022 года футболист вместе с клубом отправился на матчи группового этапа Лиги чемпионов АФК. Первый матч на турнире футболист сыграл 16 апреля 2022 года против вьетнамского клуба «Хоангань Зялай». Дебютный гол за клуб футболист забил 22 апреля 2022 года в матче против австралийского «Сиднея». По итогу группового этапа Лиги чемпионов АФК футболист с клубом заняли первое место и вышли в раунд плей-офф, однако сам футболист на данном этапе участие в матче не принимал. По итогу сезона футболист вместе с клубом стал победителем чемпионата. 

#### Сезон 2023
Новый сезон футболист начал 11 февраля 2023 года с победы за Суперкубок Японии, где победили клуб «Ванфоре Кофу». Первый матч в чемпионате футболист сыграл 17 февраля 2023 года против клуба «Кавасаки Фронтале», выйдя на поле в стартовом составе. В середине сезона футболист получил перелом плюсневой кости и выбыл из распоряжения клуба на длительный срок. В сентябре 2023 года футболист вместе с клубом отправился на матчи группового этапа Лиги чемпионов АФК. Первый матч на турнире футболист сыграл 19 сентября 2023 года против южнокорейского клуба «Инчхон Юнайтед». По итогу группового этапа Лиги чемпионов АФК футболист вместе с клубом заняли первое место и вышли в раунд плей-офф. По итогу сезона футболист вместе с клубом стал серебряным призёром чемпионата.

### «Кардифф Сити»

#### Аренда в «Кортрейк»
В январе 2024 года футболист перешёл в английский клуб «Кардифф Сити» и сразу же на правах арендного соглашения присоединился к бельгийскому «Кортрейку» до конца сезона. Дебютировал за клуб футболист 27 января 2024 года в матче против клуба «Ауд-Хеверле Лёвен», выйдя на поле в стартовом составе.

## Международная карьера
В марте 2019 года футболист получил вызов в молодёжную сборную Японии до 20 лет. Дебютировал за сборную 21 марта 2019 года в товарищеском матче против сборной Польши. В октябре 2021 года футболист получил вызов в молодёжную сборную Японии до 23 лет для участия в квалификациях на молодёжный чемпионат Азии. Дебютный матч за сборную футболист сыграл 26 октября 2021 года против сборной Камбоджи. В марте 2023 года футболист получил вызов в национальную сборную Японии, однако не смог принять участие в её составе из-за травмы.

## Достижения
«Иокогама Ф. Маринос»
- Чемпион Японии: 2022
- Обладатель Суперкубка Японии: 2023